# RTCN Rachocin
RTCN Rachocin – Radiowo-Telewizyjne Centrum Nadawcze Rachocin, usytuowane koło Sierpca na północnym zachodzie woj. mazowieckiego. Do obiektu należy 261-metrowy stalowy maszt z odciągami linowymi.
Maszt zbudowany jest w celu emisji sygnału radiowego i telewizyjnego na znacznym obszarze. Pod zasięgiem tego RTCN znajduje się płn-zach. część woj. mazowieckiego, płd-zach. część woj. warmińsko-mazurskiego oraz wschodnia część woj. kujawsko-pomorskiego, w tym takie miasta jak: Sierpc, Płock, Lipno, Rypin, Włocławek, Toruń, Ciechanów, Brodnica, czy Działdowo, Lidzbark i Mława, z wyjątkiem Programu 2 PR, słyszalnego jedynie w Płocku, Sierpcu i okolicach. Właścicielem jest firma Emitel Sp z o.o.

## Parametry[1]
- Wysokość posadowienia podpory anteny: 114 m n.p.m.
- Wysokość zawieszenia systemów antenowych: Radio: 204, TV: 250, 252 m n.p.t.

## Transmitowane programy

### Nienadawane analogowe programy telewizyjne
Programy telewizji analogowej wyłączone 17 czerwca 2013 roku.
| LP | Program | Właściciel            | Częstotliwość | Kanał | Moc nadajnika | Polaryzacja |
| -- | ------- | --------------------- | ------------- | ----- | ------------- | ----------- |
| 1  | TVP1    | Telewizja Polska S.A. | 535,25 MHz    | 29    | 1000 kW       | pozioma     |
| 2  | TVP2    | Telewizja Polska S.A. | 615,25 MHz    | 39    | 1000 kW       | pozioma     |

### Programy radiowe
| LP | Program                   | Właściciel                                                                | Częstotliwość | Moc nadajnika | Polaryzacja |
| -- | ------------------------- | ------------------------------------------------------------------------- | ------------- | ------------- | ----------- |
| 1  | Polskie Radio Program I   | Polskie Radio S.A.                                                        | 92,20 MHz     | 60 kW         | pozioma     |
| 2  | RMF FM                    | Radio Muzyka Fakty Sp. z o.o.                                             | 94,30 MHz     | 60 kW         | pozioma     |
| 3  | Polskie Radio Program III | Polskie Radio S.A.                                                        | 96,10 MHz     | 60 kW         | pozioma     |
| 4  | Radio Zet                 | Radio ZET Sp. z o.o.                                                      | 97,30 MHz     | 60 kW         | pozioma     |
| 5  | Polskie Radio Program II  | Polskie Radio S.A.                                                        | 98,10 MHz     | 2,5 kW        | pozioma     |
| 6  | Radio dla Ciebie          | Polskie Radio - Regionalna Rozgłośnia w Warszawie "Radio dla Ciebie" S.A. | 101,90 MHz    | 60 kW         | pozioma     |
| 7  | Radio Maryja              | Prowincja Warszawska Zgromadzenia O.O. Redemptorystów                     | 106,30 MHz    | 60 kW         | pozioma     |

### Programy telewizyjne - cyfrowe
| Nazwa multipleksu | Częstotliwość (MHz) | Kanał | Moc (kW) | Polaryzacja | Charakterystyka promieniowania | Standard nadawania | Kompresja | Data uruchomienia nadajnika |
| ----------------- | ------------------- | ----- | -------- | ----------- | ------------------------------ | ------------------ | --------- | --------------------------- |
| MUX 1             | 546 MHz             | 30    | 100 kW   | pozioma (H) | dookólna (ND)                  | DVB-T2             | HEVC      | 23 maja 2012                |
| MUX 2             | 658 MHz             | 44    | 100 kW   | pozioma (H) | dookólna (ND)                  | DVB-T2             | HEVC      | 23 grudnia 2010             |
| MUX 3 (Warszawa)  | 618 MHz             | 39    | 100 kW   | pozioma (H) | dookólna (ND)                  | DVB-T2             | HEVC      | 17 czerwca 2013             |
| MUX 3 (Bydgoszcz) | 594 MHz             | 36    | 2,5 kW   | pozioma (H) | kierunkowa (D)                 | DVB-T2             | HEVC      | 15 grudnia 2023             |
| MUX 4             | 682 MHz             | 47    | 100 kW   | pozioma (H) | dookólna (ND)                  | DVB-T2             | HEVC      | 30 czerwca 2021             |
| MUX 6             | 506 MHz             | 25    | 70 kW    | pozioma (H) | dookólna (ND)                  | DVB-T2             | HEVC      | 27 kwietnia 2021            |
| MUX 8             | 226,5 MHz           | 12    | 10 kW    | pionowa (V) | kierunkowa (D)                 | DVB-T              | MPEG-4    | 1 stycznia 2017             |

## Wypadek
27 listopada 2005 r. w bardzo złych warunkach atmosferycznych samolot Maule MT-7-235 zaczepił o jeden z odciągów masztu na wysokości 200 m. Pilot Krzysztof Kuźmiński poniósł śmierć w wypadku.